# Gerra radiata
Gerra radiata é uma espécie de mariposa, nativa do Brasil. Foi identificada em 2010 por Vitor Osmar Becker, a partir de um holótipo macho encontrado na cidade de Jequié, na Bahia, numa altitude de 600 a 750 metros.

## Características
Tem suas asas com o cinza como cor predominante, com raias brancas formando um contraste que é único nas espécies de Agaristinae encontradas nas Américas.
Os machos são menores que as fêmeas (16 e 18 mm, respectivamente) e guardam morfologia semelhante. Suas asas anteriores são de cor cinza-rato com estrias brancas (donde o nome derivado do latim radiatus - raiado), cabeça naquela cor, tórax alvo e apresentando partes em tons de cinza, ao passo em que a asa posterior também traz áreas em amarelo-claro, e cílios brancos nas duas asas.
É parecida com a Gerra lunata, nativa da Argentina, que difere da G. radiata por ter suas partes brancas nas asas anteriores menores, além das veias possuírem pouco contraste.